# Persone di nome Thomas/Calciatori
| Questa pagina contiene informazioni ricavate automaticamente dalle voci biografiche con l'ausilio del template Bio e di un bot. L'aggiornamento è periodico e automatico e ricostruisce completamente la pagina. Se manca una persona in questa lista, sei pregato di non aggiungerla, ma accertati piuttosto che la sua voce biografica contenga il template Bio e che i dati anagrafici siano correttamente compilati. Se il template Bio manca, inseriscilo tu stesso o, in alternativa, metti l'avviso {{tmp\|Bio}} che ne segnala la mancanza. Se i dati riportati sono sbagliati, correggi direttamente la voce biografica; le modifiche saranno visibili in questa lista entro pochi giorni. Per chiarimenti vedi il progetto antroponimi. La lista contiene solo le 261 persone che sono citate nell'enciclopedia e per le quali è stato implementato correttamente il template Bio. Pagina aggiornata al 22 lug 2025. |

Questa è una lista di persone presenti nell'enciclopedia che hanno il nome Thomas e sono calciatori.

## A(11)
- Tom Adeyemi, ex calciatore inglese (Norwich, n. 1991)
- Thomas Agyepong, calciatore ghanese (Accra, n. 1995)
- Tom Aherne, calciatore irlandese (Limerick, n. 1919 - Luton, † 1999)
- Thomas Ahlström, ex calciatore svedese (n. 1952)
- Tom Aldred, calciatore inglese (Bolton, n. 1990)
- Thomas Allofs, ex calciatore tedesco (Düsseldorf, n. 1959)
- Tom Amrhein, calciatore statunitense (Baltimora, n. 1911)
- Thomas Andreasen, ex calciatore danese (n. 1973)
- Tom Arrigan, calciatore irlandese (Waterford, n. 1906 - Waterford, † 1974)
- Thomas Augustinussen, ex calciatore danese (Svendborg, n. 1981)
- Thomas Ayasse, ex calciatore francese (Tolosa, n. 1987)

## B(26)
- Thomas Baddeley, calciatore inglese (Burslem, n. 1874 - Stoke-on-Trent, † 1946)
- Thomas George Baker, calciatore gallese (Maerdy, n. 1936 - Tylorstown, † 2024)
- Thomas Bamford, calciatore gallese (Port Talbot, n. 1905 - Wrexham, † 1967)
- Tommy Banks, calciatore inglese (Farnworth, n. 1929 - Bolton, † 2024)
- Tom Barkhuizen, calciatore inglese (Blackpool, n. 1993)
- Thomas Basila, calciatore francese (Orléans, n. 1999)
- Thomas Battistella, calciatore italiano (Pordenone, n. 2001)
- Kevin Beattie, calciatore e allenatore di calcio britannico (Carlisle, n. 1953 - Ipswich, † 2018)
- Thomas Beelen, calciatore olandese (Harderwijk, n. 2001)
- Thomas Bergmann, calciatore austriaco (Vienna, n. 1989)
- Thomas Bickel, ex calciatore svizzero (Aarberg, n. 1963)
- Thomas Boakye, calciatore ghanese (Kumasi, n. 1993)
- Thomas Borenitsch, ex calciatore austriaco (Eisenstadt, n. 1980)
- Thomas Bradshaw, calciatore inglese (Shrewsbury, n. 1992)
- Tommy Breen, calciatore irlandese (Drogheda, n. 1912 - Belfast, † 1988)
- Thomas Breivik, ex calciatore norvegese (n. 1977)
- Thomas Broich, ex calciatore tedesco (Monaco di Baviera, n. 1981)
- Thomas Bruns, calciatore olandese (Wierden, n. 1992)
- Thomas Bröker, ex calciatore tedesco (Meppen, n. 1985)
- Thomas Buffel, ex calciatore belga (Oostkamp, n. 1981)
- Thomas Buitink, calciatore olandese (Nijkerk, n. 2000)
- Thomas Burgstaller, ex calciatore austriaco (Linz, n. 1980)
- Tommy Burn, calciatore inglese (Berwick-upon-Tweed, n. 1888 - Sea Point, † 1976)
- Tommy Burns, calciatore e allenatore di calcio scozzese (Glasgow, n. 1956 - Glasgow, † 2008)
- Thomas Butler, ex calciatore irlandese (Dublino, n. 1981)
- Thomas Sørum, calciatore norvegese (Drammen, n. 1982)

## C(14)
- Tom Cairney, calciatore scozzese (Nottingham, n. 1991)
- Tom Cannon, calciatore irlandese (Aintree, n. 2002)
- Thomas Carroll, calciatore inglese (Watford, n. 1992)
- Tommy Casey, calciatore nordirlandese (Comber, n. 1930 - Somerset, † 2009)
- Thomas Castella, calciatore svizzero (Friburgo, n. 1993)
- Stevie Chalmers, calciatore scozzese (Glasgow, n. 1936 - † 2019)
- Thomas Chatelle, ex calciatore belga (Jette, n. 1981)
- Tom Clarke, ex calciatore inglese (Halifax, n. 1987)
- Tommy Coakley, ex calciatore e allenatore di calcio scozzese (Bellshill, n. 1947)
- Thomas Coggins, calciatore, arbitro di calcio e allenatore di calcio inglese (Ormskirk, n. 1879 - Genova, † 1950)
- Tommy Cook, calciatore, allenatore di calcio e crickettista inglese (Cuckfield, n. 1901 - Brighton, † 1950)
- Thomas Joseph Cooke, calciatore statunitense (St. Louis, n. 1885 - Denver, † 1964)
- Thomas Cooper, calciatore inglese (Fenton, n. 1904 - Aldeburgh, † 1940)
- Tully Craig, calciatore e allenatore di calcio scozzese (Laurieston, n. 1895 - Halifax, † 1963)

## D(13)
- Thomas Dähne, calciatore tedesco (Oberaudorf, n. 1994)
- Thomas Dasquet, calciatore francese (Argenteuil, n. 1994)
- Thomas Davies, calciatore inglese (Liverpool, n. 1998)
- Thomas Delaine, calciatore francese (Lens, n. 1992)
- Thomas Delaney, calciatore danese (Frederiksberg, n. 1991)
- Thomas Deng, calciatore australiano (Nairobi, n. 1997)
- Thomas Dennstedt, ex calciatore tedesco orientale (n. 1959)
- Thomas Didillon, calciatore francese (Seclin, n. 1995)
- Thomas Dossevi, ex calciatore togolese (Chambray-lès-Tours, n. 1979)
- Thomas Doyle, ex calciatore neozelandese (Auckland, n. 1992)
- Tommy Doyle, calciatore inglese (Manchester, n. 2001)
- Thomas Drage, calciatore norvegese (Mosjøen, n. 1992)
- Teddy Duckworth, calciatore e allenatore di calcio inglese (Blackpool, n. 1882)

## E(9)
- Tom Eaves, calciatore inglese (Liverpool, n. 1992)
- Thomas Ebner, calciatore austriaco (Baden, n. 1992)
- Tom Edwards, calciatore inglese (Stafford, n. 1999)
- Tommy Eglington, calciatore irlandese (Donnycarney, n. 1923 - Raheny, † 2004)
- Thomas Eisfeld, calciatore tedesco (Finsterwalde, n. 1993)
- Thomas Elliot, calciatore britannico (n. 1979)
- Thomas Enevoldsen, ex calciatore danese (Aalborg, n. 1987)
- Tommy English, ex calciatore inglese (Cirencester, n. 1961)
- Thomas Ephestion, calciatore francese (Sucy-en-Brie, n. 1995)

## F(11)
- Thomas Fig, ex calciatore danese (Vejle, n. 1977)
- Tom Fillingham, calciatore inglese (Bulwell, n. 1904 - Bulwell, † 1960)
- Thomas Finstad, ex calciatore norvegese (Bærum, n. 1978)
- Tom Flanagan, calciatore nordirlandese (Londra, n. 1992)
- Tom Florie, calciatore statunitense (Harrison, n. 1897 - North Providence, † 1966)
- Thomas Flögel, ex calciatore austriaco (Vienna, n. 1971)
- Thomas Foket, calciatore belga (Bruxelles, n. 1994)
- Thomas Fontaine, calciatore francese (Saint-Pierre, n. 1991)
- Tom Forsyth, calciatore scozzese (Glasgow, n. 1949 - † 2020)
- Thomas Franck, ex calciatore tedesco (Heppenheim, n. 1971)
- Thomas Fröschl, calciatore austriaco (Linz, n. 1988)

## G(17)
- Thomas Gaardsøe, ex calciatore danese (Gassum, n. 1979)
- Thomas Galdames, calciatore cileno (Santiago del Cile, n. 1998)
- Thomas Gamiette, calciatore francese (Épinay-sur-Seine, n. 1986)
- Thomas Gebauer, ex calciatore tedesco (Augusta, n. 1982)
- Tommy Gemmell, calciatore scozzese (Motherwell, n. 1943 - Glasgow, † 2017)
- Tommy Gibb, ex calciatore scozzese (Bathgate, n. 1944)
- Thomas Gill, ex calciatore norvegese (Grimstad, n. 1965)
- Tommy Glidden, calciatore inglese (Coxlodge, n. 1902 - West Bromwich, † 1974)
- Tom Glover, calciatore australiano (Sydney, n. 1997)
- Thomas Goiginger, calciatore austriaco (Linz, n. 1993)
- Tommy Gore, ex calciatore inglese (Liverpool, n. 1953)
- Tommy Graham, calciatore inglese (Hamsterley, n. 1905 - † 1983)
- Thomas Gravesen, ex calciatore danese (Vejle, n. 1976)
- Thomas Grøgaard, calciatore norvegese (Arendal, n. 1994)
- Thomas Guerbert, ex calciatore francese (Meaux, n. 1989)
- Thomas Azevedo, calciatore belga (Peer, n. 1991)
- Thomas Gundelund, calciatore danese (Skive, n. 2001)

## H(17)
- Thomas Hafstad, ex calciatore norvegese (Narvik, n. 1974)
- Thomas Hagelskjær, calciatore danese (Copenaghen, n. 1995)
- Tommy Hamill, calciatore nordirlandese (n. 1933 - † 1996)
- Thomas Hanselmann, ex calciatore liechtensteinese (n. 1976)
- Thomas Hasal, calciatore canadese (Cambridge, n. 1999)
- Tom Heaton, calciatore inglese (Chester, n. 1986)
- Thomas Helly, calciatore austriaco (n. 1990)
- Thomas Helmer, ex calciatore tedesco (Herford, n. 1965)
- Thomas Henry, calciatore francese (Argenteuil, n. 1994)
- Thomas Heurtaux, ex calciatore francese (Lisieux, n. 1988)
- Tom Hindle, calciatore inglese (Keighley, n. 1921 - † 2011)
- Thomas Hinum, ex calciatore austriaco (Linz, n. 1987)
- Tommie Hoban, ex calciatore irlandese (Walthamstow, n. 1994)
- Thomas Hobi, calciatore liechtensteinese (Balzers, n. 1993)
- Tom Holmes, calciatore inglese (Londra, n. 2000)
- Tommy Hughes, ex calciatore scozzese (Dalmuir, n. 1947)
- Tommy Hutchison, ex calciatore e allenatore di calcio scozzese (Cardenden, n. 1947)

## I(1)
- Tom Ince, calciatore inglese (Stockport, n. 1992)

## J(7)
- Thomas Jacobsen, ex calciatore norvegese (Bodø, n. 1983)
- Tom January, calciatore statunitense (St. Louis, n. 1886 - St. Louis, † 1957)
- Thomas Job, ex calciatore camerunese (Douala, n. 1984)
- Tommy Jones, calciatore inglese (Liverpool, n. 1930 - † 2010)
- Thomas Juel-Nielsen, ex calciatore danese (n. 1990)
- Thomas Jungbauer, calciatore dominicano (Jarabacoa, n. 2005)
- Thomas Jørgensen, calciatore danese (n. 2005)

## K(10)
- Thomas Kaminski, calciatore belga (Dendermonde, n. 1992)
- Thomas Kastanaras, calciatore tedesco (Stoccarda, n. 2003)
- Thomas Keller, calciatore tedesco (Monaco di Baviera, n. 1999)
- Thomas Kempe, ex calciatore tedesco (Möllen, n. 1960)
- Thomas Kessler, ex calciatore tedesco (Colonia, n. 1986)
- Thomas Kind Bendiksen, calciatore norvegese (Harstad, n. 1989)
- Thomas Konrad, ex calciatore tedesco (Bruchsal, n. 1989)
- Thomas Kraft, ex calciatore tedesco (Kirchen, n. 1988)
- Thomas Kral, calciatore austriaco (Vienna, n. 1990)
- Thomas Kroth, ex calciatore tedesco (n. 1959)

## L(12)
- Thomas Lam, calciatore finlandese (Amsterdam, n. 1993)
- Tom Lawrence, calciatore gallese (Wrexham, n. 1994)
- Thomas Le Mouton, calciatore cookese (Auckland, n. 1985)
- Tony Leach, calciatore inglese (Sheffield, n. 1903 - † 1970)
- Thomas Lehne Olsen, calciatore norvegese (Hamar, n. 1991)
- Thomas Lemar, calciatore francese (Baie-Mahault, n. 1995)
- Thomas Leota, calciatore samoano americano (Pago Pago, n. 1986)
- Thomas Libiih, ex calciatore camerunese (Douala, n. 1967)
- Thomas Linke, ex calciatore tedesco (Sömmerda, n. 1969)
- Tom Lockyer, calciatore gallese (Cardiff, n. 1994)
- Tommy Lucas, calciatore inglese (St. Helens, n. 1895 - Aylesbury, † 1953)
- Tom Lynch, calciatore statunitense (Fall River)

## M(20)
- Thomas Mandl, ex calciatore austriaco (Eisenstadt, n. 1979)
- Thomas Mangani, calciatore francese (Carpentras, n. 1987)
- Thomas Lot Mason, calciatore britannico (Portsmouth, n. 1886 - † 1954)
- Tom McGill, calciatore canadese (Belleville, n. 2000)
- Tom McIntyre, calciatore scozzese (n. 1998)
- Tosh McKinlay, ex calciatore scozzese (Glasgow, n. 1964)
- Thomas McMillan, calciatore scozzese (Mauchline, n. 1866 - † 1923)
- Thomas McNamara, calciatore statunitense (Clarkstown, n. 1991)
- Thomas Meißner, calciatore tedesco (Schweinfurt, n. 1991)
- Thomas Meunier, calciatore belga (Sainte-Ode, n. 1991)
- Thomas Michelsen, ex calciatore norvegese (n. 1970)
- Thomas Mikkelsen, calciatore danese (Odense, n. 1983)
- Tommy Millar, calciatore scozzese (Edimburgo, n. 1938 - Edimburgo, † 2001)
- Thomas Monconduit, calciatore francese (Drancy, n. 1991)
- Tommy Mooney, ex calciatore inglese (Middlesbrough, n. 1971)
- Thomas Mork, ex calciatore norvegese (Averøy, n. 1978)
- Ching Morrison, calciatore irlandese (Belfast, n. 1874 - † 1940)
- Tom Morrow, calciatore nordirlandese (n. 1946 - † 2020)
- Thomas Müller, calciatore tedesco (Weilheim in Oberbayern, n. 1989)
- Thomas Murg, calciatore austriaco (Voitsberg, n. 1994)

## N(7)
- Tommy Neilson, calciatore scozzese (Gorebridge, n. 1935 - Johannesburg, † 2018)
- Thomas Nemouthe, calciatore francese (Le Blanc-Mesnil, n. 2001)
- Tom Niblo, calciatore scozzese (Dunfermline, n. 1878 - Newcastle upon Tyne, † 1933)
- Thomas Nickcolson, calciatore trinidadiano (n. 1982)
- Thomas Nigg, ex calciatore liechtensteinese (n. 1983)
- Thomas Nordahl, ex calciatore e allenatore di calcio svedese (Norrköping, n. 1946)
- Thomas Nyrienda, calciatore zambiano (n. 1986)

## O(5)
- Thomas Oar, ex calciatore australiano (Southport, n. 1991)
- Thomas Olsson, ex calciatore svedese (Åtvidaberg, n. 1976)
- Thomas Ortega, calciatore argentino (Claypole, n. 2000)
- Thomas Oude Kotte, calciatore olandese (Apeldoorn, n. 1996)
- Thomas Ouwejan, calciatore olandese (Alkmaar, n. 1996)

## P(8)
- Thomas Isherwood, calciatore svedese (Stoccolma, n. 1998)
- Thomas Partey, calciatore ghanese (Odumase Krobo, n. 1993)
- Thomas Phibel, ex calciatore francese (Les Abymes, n. 1986)
- Thomas Piermayr, calciatore austriaco (Linz, n. 1989)
- Thomas Pledl, calciatore tedesco (Bischofsmais, n. 1994)
- Thomas Poll, calciatore olandese (Amsterdam, n. 2001)
- Chris Porter, calciatore inglese (Blackpool, n. 1885 - Gallipoli, † 1915)
- Thomas Prager, calciatore austriaco (Vienna, n. 1986)

## R(15)
- Thomas Rasmussen, calciatore danese (Copenaghen, n. 1977)
- Thomas Ravelli, ex calciatore svedese (Vimmerby, n. 1959)
- Tommy Redding, ex calciatore statunitense (San Diego, n. 1997)
- Thomas Reifeltshammer, ex calciatore austriaco (Ried im Innkreis, n. 1988)
- Thomas Reilly, calciatore scozzese (Irvine, n. 1994)
- Thomas Reinmann, ex calciatore svizzero (Langenthal, n. 1983)
- Thomas Ritter, ex calciatore tedesco (Görlitz, n. 1967)
- Thomas Robinet, calciatore francese (Saint-Priest, n. 1996)
- Hal Robson-Kanu, ex calciatore inglese (Londra, n. 1989)
- Thomas Rodríguez, calciatore cileno (Santiago del Cile, n. 1996)
- Thomas Røed, ex calciatore norvegese (Drammen, n. 1974)
- Thomas Rogne, ex calciatore norvegese (Bærum, n. 1990)
- Thomas Rønning, calciatore norvegese (Trondheim, n. 1985)
- Thomas Rotter, calciatore austriaco (n. 1992)
- Tommy Rowe, calciatore inglese (Wythenshawe, n. 1988)

## S(21)
- Thomas Sabitzer, calciatore austriaco (n. 2000)
- Thomas Salamon, calciatore austriaco (Mattersburg, n. 1989)
- Thomas Santos, calciatore danese (Silkeborg, n. 1998)
- Thomas Schmit, calciatore lussemburghese (Lussemburgo, n. 1894 - Lussemburgo, † 1944)
- Thomas Schrammel, ex calciatore austriaco (Kittsee, n. 1987)
- Thomas Schönberger, calciatore austriaco (Graz, n. 1986)
- Tom Scobbie, ex calciatore scozzese (Falkirk, n. 1988)
- Tom Sier, ex calciatore olandese (Volendam, n. 1970)
- Thomas Jefferson Smith, calciatore inglese (Macclesfield, n. 1990)
- Tom Soares, calciatore inglese (Reading, n. 1986)
- Thomas Sobotzik, ex calciatore tedesco (Gliwice, n. 1974)
- Thomas Solberg, ex calciatore norvegese (Oslo, n. 1970)
- Thomas Solvoll, ex calciatore norvegese (Drammen, n. 1980)
- Thomas Sorby, calciatore inglese (Sheffield, n. 1856 - † 1930)
- Thomas Sørensen, ex calciatore danese (Fredericia, n. 1976)
- Thomas Sowunmi, ex calciatore nigeriano (Lagos, n. 1978)
- Tom Sparrow, calciatore gallese (Buckley, n. 2002)
- Thomas Stewart, calciatore nordirlandese (Craigavon, n. 1986)
- Thomas Strakosha, calciatore albanese (Atene, n. 1995)
- Thomas Strunz, ex calciatore e dirigente sportivo tedesco (Duisburg, n. 1968)
- Thomas Sunesson, calciatore svedese (Oskarshamn, n. 1958 - † 2015)

## T(11)
- Tommy Taylor, calciatore inglese (Barnsley, n. 1932 - Monaco di Baviera, † 1958)
- Thomas Sylvester Taylor, calciatore canadese (Galt, n. 1880 - Winnipeg, † 1945)
- Thomas Kristensen, calciatore danese (Aarhus, n. 2002)
- Thomas Schmidt, calciatore francese (n. 1996)
- Tommy Lawrence, calciatore scozzese (Dailly, n. 1940 - Warrington, † 2018)
- Tommy Browell, calciatore inglese (Walbottle, n. 1892 - Blackpool, † 1955)
- Tommy Thompson, calciatore statunitense (Hinsdale, n. 1995)
- Thomas Thorninger, ex calciatore danese (Aarhus, n. 1972)
- Thomas Tøllefsen, ex calciatore norvegese (Tromsø, n. 1973)
- Thomas Touré, calciatore francese (Grasse, n. 1993)
- Thomas Luciano, calciatore brasiliano (Porto Alegre, n. 2002)

## U(1)
- Thomas Ulimwengu, calciatore tanzaniano (Tanga, n. 1993)

## V(8)
- Thomas Van den Keybus, calciatore belga (Bruges, n. 2001)
- Thomas Vancaeyezeele, calciatore francese (Caen, n. 1994)
- Thomas Verhaar, ex calciatore olandese (Rotterdam, n. 1988)
- Thomas Vermaelen, ex calciatore belga (Kapellen, n. 1985)
- Thomas Villadsen, ex calciatore danese (Copenaghen, n. 1984)
- Thomas Vollnhofer, ex calciatore austriaco (Oberpullendorf, n. 1984)
- Thomas Vulivuli, calciatore figiano (Savusavu, n. 1981)
- Thomas van den Belt, calciatore olandese (Zwolle, n. 2001)

## W(14)
- Thomas Wæhler, ex calciatore norvegese (Oslo, n. 1973)
- Tommy Walker, calciatore e allenatore di calcio scozzese (Livingston, n. 1915 - Edimburgo, † 1993)
- Tom Waring, calciatore inglese (Birkenhead, n. 1906 - Birkenhead, † 1980)
- Thomas Weber, calciatore austriaco (Vienna, n. 1993)
- Thomas Weller, ex calciatore tedesco (Zurigo, n. 1980)
- Thomas Wernersson, ex calciatore svedese (Nässjö, n. 1955)
- Jesper Westerberg, ex calciatore svedese (Kristianstad, n. 1986)
- Tom Whittaker, calciatore e allenatore di calcio inglese (Aldershot, n. 1898 - Londra, † 1956)
- Tom Williams, ex calciatore inglese (Londra, n. 1980)
- Thomas Wils, ex calciatore belga (Turnhout, n. 1990)
- Thomas Winklhofer, ex calciatore austriaco (Seekirchen am Wallersee, n. 1970)
- Thomas Wolf, ex calciatore lussemburghese (n. 1963)
- Thomas Wood, calciatore britannico (n. 1982)
- Tommy Wright, ex calciatore inglese (Liverpool, n. 1944)

## Y(1)
- Tommy Younger, calciatore scozzese (Edimburgo, n. 1930 - Edimburgo, † 1984)

## Z(1)
- Thomas Zündel, calciatore austriaco (Leoben, n. 1987)

## Ø(1)
- Thomas Østvold, ex calciatore norvegese (Oslo, n. 1973)